# Veikkausliiga 2011
Die Veikkausliiga 2011 war die 22. Spielzeit der höchsten finnischen Spielklasse im Fußball der Männer unter diesem Namen sowie die 81. Saison seit deren Einführung im Jahre 1930. Die Saison startete am 2. Mai mit der Partie Myllykosken Pallo -47 gegen IFK Mariehamn, der Verein aus Mariehamn gewann die Partie mit 2:0. Die Saison endete am 30. Oktober 2011.

## Modus
Die Liga sollte ursprünglich mit 14 Teams starten, dem AC Oulu und dem dreimaligen finnischen Meister Tampere United wurden allerdings die Lizenz verweigert.
Die Meisterschaft wurde in einer Dreifachrunde ausgespielt. Jede Mannschaft bestritt somit 33 Saisonspiele. Der Tabellenletzte stieg ab.

## Teilnehmende Mannschaften
| Verein                | Stadt       | Stadion                      | Kapazität |
| --------------------- | ----------- | ---------------------------- | --------- |
| FC Honka Espoo        | Espoo       | Tapiolan urheilupuisto       | 04.100    |
| FF Jaro               | Jakobstad   | Jakobstads Centralplan       | 04.600    |
| Haka Valkeakoski      | Valkeakoski | Tehtaan kenttä               | 06.400    |
| HJK Helsinki          | Helsinki    | Sonera Stadium               | 10.770    |
| IFK Mariehamn         | Mariehamn   | Wiklöf Holding Arena         | 05.637    |
| Inter Turku           | Turku       | Veritas-Stadion              | 09.372    |
| JJK Jyväskylä         | Jyväskylä   | Harjun stadion               | 03.000    |
| Kuopion PS            | Kuopio      | Magnum Areena                | 04.700    |
| Myllykosken Pallo -47 | Kouvola     | Saviniemen jalkapallostadion | 04.167    |
| Rovaniemi PS          | Rovaniemi   | Rovaniemen keskuskenttä      | 02.800    |
| Turku PS              | Turku       | Veritas-Stadion              | 09.372    |
| Vaasan PS             | Vaasa       | Hietalahti Stadion           | 04.600    |

## Abschlusstabelle
| Pl. | Verein                  | Sp. | S  | U  | N  | Tore    | Diff. | Punkte |
| --- | ----------------------- | --- | -- | -- | -- | ------- | ----- | ------ |
| 1.  | HJK Helsinki (M)        | 33  | 26 | 3  | 4  | 086:230 | +63   | 81     |
| 2.  | Inter Turku             | 33  | 16 | 9  | 8  | 070:440 | +26   | 57     |
| 3.  | JJK Jyväskylä           | 33  | 14 | 12 | 7  | 060:480 | +12   | 54     |
| 4.  | FC Honka Espoo          | 33  | 13 | 14 | 6  | 057:400 | +17   | 53     |
| 5.  | Turku PS (P)            | 33  | 13 | 11 | 9  | 048:440 | +4    | 50     |
| 6.  | Kuopion PS 1            | 33  | 10 | 10 | 13 | 044:450 | −1    | 40     |
| 7.  | IFK Mariehamn           | 33  | 10 | 8  | 15 | 039:470 | −8    | 38     |
| 8.  | Myllykosken Pallo -47 2 | 33  | 11 | 5  | 17 | 039:520 | −13   | 38     |
| 9.  | Vaasan PS               | 33  | 8  | 13 | 12 | 032:440 | −12   | 37     |
| 10. | Haka Valkeakoski        | 33  | 10 | 7  | 16 | 036:600 | −24   | 37     |
| 11. | FF Jaro                 | 33  | 7  | 10 | 16 | 049:640 | −15   | 31     |
| 12. | Rovaniemi PS (N)        | 33  | 5  | 8  | 20 | 039:780 | −39   | 23     |

Platzierungskriterien: 1. Punkte – 2. Tordifferenz – 3. geschossene Tore

| (M) | amtierender Meister     |
| (P) | amtierender Pokalsieger |
| (N) | Neuaufsteiger           |

## Kreuztabelle
| Spieltage 1–22        | HJK Helsinki | Inter Turku | JJK Jyväskylä | FC Honka Espoo | Turku PS | Kuopion PS | IFK Mariehamn | Myllykosken Pallo -47 | Vaasan PS | Haka Valkeakoski | FF Jaro | Rovaniemi PS |
| --------------------- | ------------ | ----------- | ------------- | -------------- | -------- | ---------- | ------------- | --------------------- | --------- | ---------------- | ------- | ------------ |
| HJK Helsinki          |              | 1:0         | 6:2           | 2:1            | 6:0      | 4:1        | 1:0           | 4:1                   | 3:0       | 5:2              | 1:0     | 5:1          |
| Inter Turku           | 1:1          |             | 2:0           | 4:0            | 0:0      | 4:4        | 2:0           | 1:1                   | 3:1       | 6:1              | 2:0     | 3:0          |
| JJK Jyväskylä         | 0:2          | 1:0         |               | 2:2            | 1:1      | 2:0        | 2:1           | 1:0                   | 2:0       | 4:2              | 3:3     | 3:0          |
| FC Honka Espoo        | 0:2          | 2:3         | 0:0           |                | 1:2      | 3:1        | 2:0           | 1:1                   | 1:1       | 1:1              | 4:1     | 1:0          |
| Turku PS              | 2:0          | 2:1         | 2:3           | 2:4            |          | 5:0        | 2:0           | 2:1                   | 1:1       | 2:0              | 1:3     | 2:1          |
| Kuopion PS            | 2:4          | 0:1         | 4:4           | 0:2            | 1:1      |            | 2:1           | 2:0                   | 2:1       | 1:2              | 1:1     | 1:0          |
| IFK Mariehamn         | 2:0          | 1:0         | 2:2           | 1:0            | 0:1      | 2:2        |               | 1:1                   | 0:1       | 2:1              | 3:1     | 3:3          |
| Myllykosken Pallo -47 | 0:2          | 2:3         | 2:1           | 0:1            | 0:0      | 1:0        | 0:2           |                       | 1:0       | 3:0              | 2:1     | 0:4          |
| Vaasan PS             | 0:2          | 3:3         | 1:1           | 1:1            | 2:1      | 1:1        | 1:0           | 1:2                   |           | 1:1              | 0:0     | 2:1          |
| Haka Valkeakoski      | 0:5          | 2:0         | 0:2           | 2:2            | 0:1      | 1:0        | 0:2           | 1:2                   | 0:0       |                  | 3:1     | 2:0          |
| FF Jaro               | 1:0          | 1:3         | 1:1           | 2:2            | 1:1      | 1:1        | 4:0           | 1:5                   | 2:0       | 1:2              |         | 8:2          |
| Rovaniemi PS          | 1:4          | 3:4         | 1:2           | 1:2            | 1:1      | 0:0        | 1:1           | 2:1                   | 1:1       | 1:2              | 1:0     |              |

| Spieltage 23–33       | HJK Helsinki | Inter Turku | JJK Jyväskylä | FC Honka Espoo | Turku PS | Kuopion PS | IFK Mariehamn | Myllykosken Pallo -47 | Vaasan PS | Haka Valkeakoski | FF Jaro | Rovaniemi PS |
| --------------------- | ------------ | ----------- | ------------- | -------------- | -------- | ---------- | ------------- | --------------------- | --------- | ---------------- | ------- | ------------ |
| HJK Helsinki          |              | 4:2         | 2:0           | –              | –        | 1:0        | –             | –                     | 2:0       | –                | 6:0     | 5:0          |
| Inter Turku           | –            |             | 2:1           | 2:2            | –        | –          | 2:0           | 5:2                   | –         | 1:1              | –       | 6:2          |
| JJK Jyväskylä         | –            | –           |               | –              | –        | 1:2        | 2:0           | 4:0                   | 1:2       | 2:1              | –       | –            |
| FC Honka Espoo        | 1:1          | –           | 2:2           |                | 1:1      | –          | –             | 2:0                   | –         | –                | 1:1     | 5:2          |
| Turku PS              | 2:1          | 1:1         | 2:2           | –              |          | –          | –             | 1:1                   | –         | 1:2              | 2:1     | –            |
| Kuopion PS            | –            | 2:1         | –             | 1:4            | 2:0      |            | 2:1           | 2:0                   | 4:2       | –                | –       | –            |
| IFK Mariehamn         | 0:2          | –           | –             | 1:1            | 0:3      | –          |               | –                     | –         | –                | 5:2     | 5:2          |
| Myllykosken Pallo -47 | 1:1          | –           | –             | –              | –        | –          | 0:1           |                       | 2:3       | 2:0              | –       | 2:0          |
| Vaasan PS             | –            | 0:0         | –             | 0:1            | 3:2      | –          | 1:1           | –                     |           | 1:2              | –       | –            |
| Haka Valkeakoski      | 1:3          | –           | –             | 0:4            | –        | 2:1        | 1:1           | –                     | –         |                  | –       | 0:1          |
| FF Jaro               | –            | 3:2         | 2:3           | –              | –        | 1:1        | –             | 2:4                   | 0:1       | 1:1              |         | –            |
| Rovaniemi PS          | –            | –           | 3:3           | –              | 3:1      | 1:1        | –             | –                     | 0:0       | –                | 0:2     |              |

## Torschützenliste
| Pl. | Spieler           | Verein         | Tore |
| --- | ----------------- | -------------- | ---- |
| 1   | Timo Furuholm     | Inter Turku    | 22   |
| 2   | Tamás Gruborovics | JJK Jyväskylä  | 16   |
| 2   | Mika Ojala        | Inter Turku    | 16   |
| 2   | Akseli Pelvas     | HJK Helsinki   | 16   |
| 5   | Henri Lehtonen    | Inter Turku    | 15   |
| 5   | Berat Sadik       | HJK Helsinki   | 15   |
| 5   | Demba Savage      | FC Honka Espoo | 15   |
| 8   | Babatunde Wusu    | JJK Jyväskylä  | 14   |